# Campagnac-lès-Quercy
Campagnac-lès-Quercy é uma comuna francesa na região administrativa da Nova Aquitânia, no departamento Dordonha. Estende-se por uma área de 19,06 km². Em 2010 a comuna tinha 323 habitantes (densidade: 16,9 hab./km²).